# Специальный представитель Европейского союза
Институт Специальных представителей Европейского союза (англ. European Union Special Representatives (EUSR)) — особый институт для урегулирования международных конфликтов и реализации приоритетных программ международного сотрудничества. В настоящее время у Европейского союза есть одиннадцать Специальных представителей (EUSR) в двенадцати различных странах и регионах мира. Они популяризируют политику Европейского союза, его интересы к неспокойным регионам и странам, а также играют активную роль в усилиях объединить страны мира, упрочить стабильность и верховенство закона.

## Общие задачи

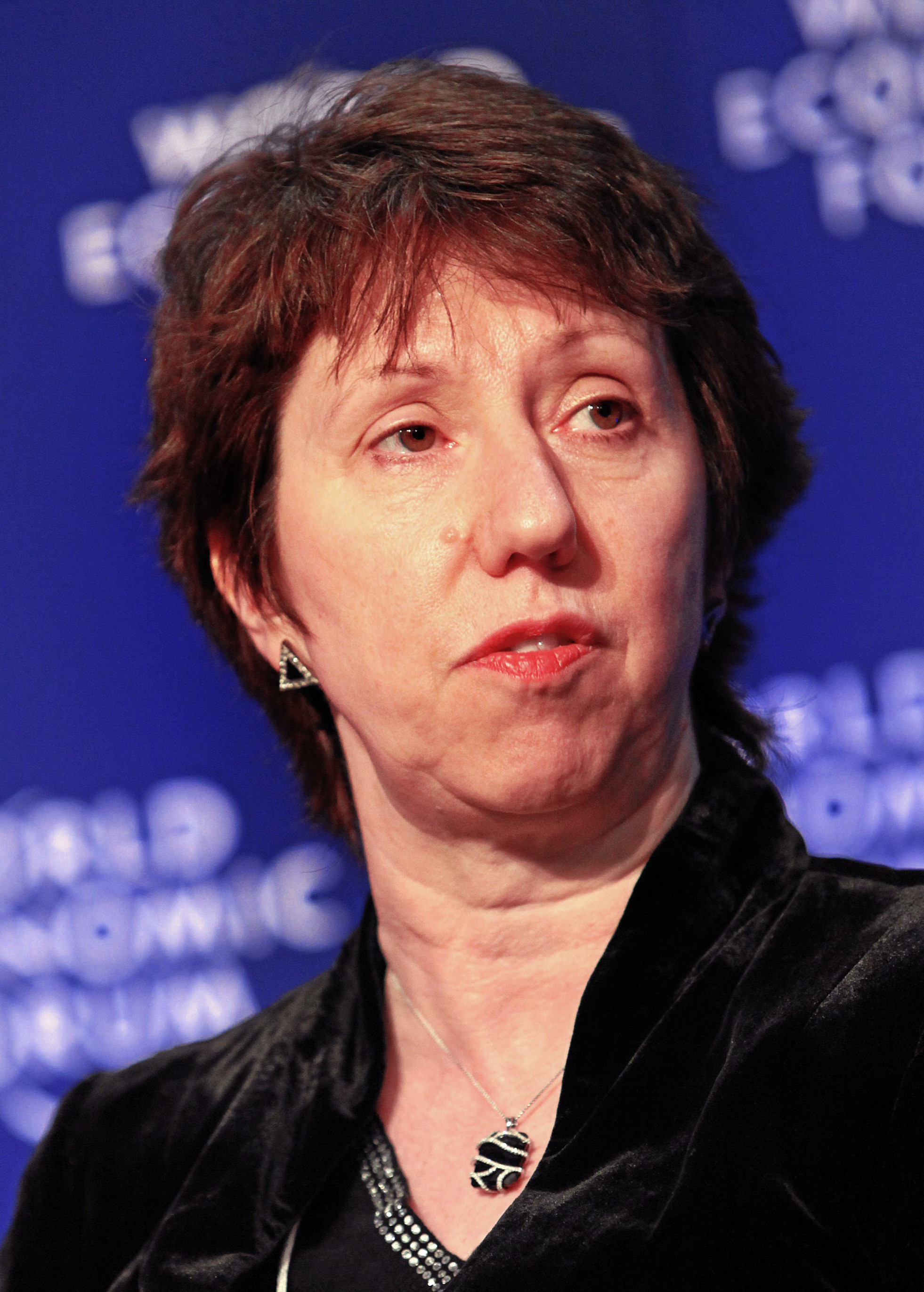
Кэтрин Эштон

Специальные представители ЕС поддерживают работу Федерики Могерини, Верховного представителя Союза по иностранным делам и политике безопасности (FASP).
Они играют важную роль в усилении европейского присутствия в мировой политике, в росте эффективности внешней политики ЕС и его политики безопасности. Все специальные представители предоставляют ЕС в ключевых странах и регионах, действуя как «голос» и «лицо».
Некоторые EUSR проживают на постоянной основе в подведомственной стране или регионе деятельности, в то время как другие работают наездами, имея своей штаб-квартирой Брюссель.

## Территориальная юрисдикция
Одиннадцать EUSR в настоящее время покрывают следующие двенадцать стран и регионов:
| - 1. Афганистан, - 2. Африканский регион Великих озёр, - 3. Африканский Союз, - 4. Босния и Герцеговина, - 5. Центральная Азия, - 6. Северная Македония, | - 7. Грузия, - 8. Косово, - 9. Ближний Восток, - 10.Молдова, - 11.Южный Кавказ - 12.Судан. |

### Специальный представитель Европейского союза по Центральной Азии
Специальный представитель Европейского союза по Центральной Азии (фр. Représentant spécial de l'UE pour l'Asie centrale) со штаб-квартирой в Брюсселе — особая должность, созданная в 2005 году в связи с возрастающей важностью этого региона, который связывает Европу и Азию. Европейский союз считал, что он таким образом укрепит и расширит своё дипломатическое присутствие по причинам международной стабильности, общей и энергетической безопасности, социально-экономического развития стран этого региона.

#### Персоналии
- С октября 2006 года — видный французский дипломат Пьер Морель, Чрезвычайный и Полномочный Посол Франции в России c 1992 года по 1996 год

#### Практическая деятельность
Уже в 1976 — 1979 годах, будучи первым секретарём, а затем вторым советником посольства Франции в Москве, Пьер Морель выполнял дипломатические миссии на территории азиатских республик СССР в Алма-Ате (Казахская Советская Социалистическая Республика), Фрунзе (Киргизская Советская Социалистическая Республика), Душанбе (Таджикская Советская Социалистическая Республика), Ташкенте (Узбекская Советская Социалистическая Республика) и Ашхабаде (Туркменская Советская Социалистическая Республика).
Начиная со своего назначения в октябре 2006, Пьер Морель регулярно посещал столицы пяти ныне независимых стран региона: Казахстана, Кыргызстана, Узбекистана, Таджикистана и Туркменистана.
Миссии специального представителя в регионе осуществлялись в тесном сотрудничестве с общим секретариатом Совета Европы и Европейской Комиссии, чтобы определить «Стратегию ЕС для нового партнёрства и сотрудничества со Центральней Азией», принятую в июне 2007 под председательством Германии. Стратегия утвердилась как основная платформа для наилучшей реализации политики ЕС по отношению к данному региону.
В течение 2009 года государства-члены ЕС и учреждения ЕС сделали предварительный анализ проделанной работы и наметили пути для того, чтобы углубить причастность ЕС к каждой стратегической области, выделенной документом:
- угрозы коллективной безопасности,
- права человека,
- верховенство закона,
- экономика,
- энергия и транспорт,
- окружающая среда и вода, включая изменение климата,
- молодежь и образование.

На настоящем этапе стратегия ЕС вступила в стадию практической реализации. Своей первоочередной задачей Пьер Морель считает необходимость координации усилий всех членов и органов ЕС по выполнению новых элементов подхода ЕС в Центральной Азии.
Специальный представитель ЕС затрачивает много усилий для дальнейшего развития политического диалога со странами Средней Азии, начавшими регулярный обмен мнениями с Европейским союзом на региональном и на двустороннем уровне.
Помимо продолжающегося диалога с каждой из центрально-азиатских столиц, Пьер Морель поддердживает регулярные контакты с «большими игроками» в регионе, такими как Россия, Китай, Соединённые Штаты и Япония, а также с местными органами власти и с многосторонними международными организациями, особенно с Организацией по безопасности и сотрудничество в Европе (ОБСЕ) и Европейским банком реконструкции и развития (ЕБРР).
Все страны Средней Азии считают себя «евразийскими» и старательно подчеркивают свою связь с Европой.

### Специальный представитель Европейского союза в Косово
Томаш Шуньёг был назначен Специальным представителем в Косово 30 июля 2020 года. Его мандат действует с 1 сентября 2020 года по 31 августа 2023 года.

### Специальный представитель Европейского Союза по кризису в Грузии
- Специальный представитель Европейского союза по Центральной Азии Пьер Морель с 2008 года по совместительству исполняет функции Специального представителя Европейского Союза по послевоенному кризису в Грузии со штаб-квартирой в Брюсселе (фр. Représentant spécial de l'UE pour la crise en Géorgie)[1][2].